# Ponta Grossa
Ponta Grossa este un oraș în Paraná (PR), Brazilia.